# Lystra cerifera
Lystra cerifera är en insektsart som beskrevs av Villada 1881. Lystra cerifera ingår i släktet Lystra och familjen lyktstritar. Inga underarter finns listade i Catalogue of Life.